# Кавказький фронт (Російська імперія)
Кавка́зький фронт — загальновійськове оперативно-стратегічне об'єднання (фронт) російських військ Кавказькому театрі воєнних дій (ТВД) Першої світової війни (1914–1918).
З листопада 1914 по квітень 1917 — Кавказька армія.
Фронт офіційно припинив існування в березні 1918 року у зв'язку з підписанням Радянською Росією Берестейського мирного договору.